# سار مالابار
سار مالابار (نام علمی: Sturnia blythii) نام یک گونه از تیره سار است.